# Jenny Meyer (Politikerin)
Jenny Meyer (* 1975 in Berlin) ist eine deutsche Politikerin (BSW, zuvor Die Linke).
Jenny Meyer absolvierte von 1994 bis 1997 eine Ausbildung zur Chemielaborantin in Berlin und von 2001 bis 2012 ein Studium an der dortigen Technischen Universität, das sie als Diplom-Chemikerin abschloss. Sie wohnt in Bernau bei Berlin.
Meyer war von 2021 bis 2023 Mitglied der Partei Die Linke. Sie gehörte dem Stadtvorstand Bernau sowie 2022/2023 dem Landesausschuss Brandenburg der Partei Die Linke an. 2024 wechselte sie jedoch zum Bündnis Sahra Wagenknecht und ist Beisitzerin im Landesvorstand des BSW Brandenburg.
Für die Landtagswahl 2024 belegte sie den neunten Platz der BSW-Landesliste und zog somit in den 8. Brandenburger Landtag ein.